# Omea Telecom
Omea Telecom est un opérateur de réseau mobile virtuel français fondé en 2004 par The Phone House et disparue en 2017.
Ayant opéré différentes offres dont Virgin Mobile France, Breizh Mobile, Tele2 Mobile et Casino Mobile avant d'être rachetée par le Groupe SFR, elle exploite à partir de 2016 les marques low-cost du groupe Virgin Mobile et RED by SFR. À la suite de sa dissolution par sa société mère le 6 décembre 2017[réf. nécessaire], la marque RED by SFR est désormais directement commercialisée par SFR.

## Historique
Omea Telecom est créée en 2004 sous le nom de Omer Telecom par la société française The Phone House, filiale de Carphone Warehouse et utilisait le réseau de téléphonie mobile d'Orange, elle était présidée par Geoffroy Roux de Bézieux. Cet opérateur est une coentreprise entre les groupes Virgin, Carphone Warehouse et Financom, destinée à commercialiser une offre ciblée sur l'Ouest de la France, sous le nom de Breizh Mobile. 
Omer Telecom France a opéré 4 offres MVNO sur l'ensemble du territoire français métropolitain : Virgin Mobile, Breizh Mobile, Tele2 Mobile et Casino Mobile. Son établissement principal était situé à Levallois-Perret.
En 2006, ses actifs sont intégrés dans une nouvelle société, Omea Telecom Ltd, de droit anglais, filiale commune de Virgin et de Carphone Warehouse. Elle change de nom le 8 octobre 2010 pour devenir Omea Telecom.
En juin 2011, Omea Telecom signe un accord avec SFR pour devenir « full MVNO ». Virgin Mobile et ses autres marques étaient des MVNO, des opérateurs mobiles virtuels sans réseau propre. Ainsi, ils revendaient à leurs clients des minutes préalablement achetées à l'opérateur hôte Orange. Désormais elles deviennent des « full MVNO » chez SFR, en louant ses réseaux mobile et fixe. Elles renforcent ainsi le contrôle sur ses cartes SIM, ses abonnés et sur l’ensemble des services proposés.
En décembre 2011, Omea Telecom poursuit sa mutation en opérateur mobile dégroupé, pour pouvoir à terme fonctionner en itinérance sur de multiples réseaux, signe 2 accords, avec BICS et Oberthur Technologies et annonce que les équipements télécoms sont installés.
Grâce à son partenariat avec l'opérateur BICS (Belgacom International Carrier Services), Omea Telecom bénéficiait d'accords d'itinérance conclus avec plus de 650 réseaux dans le monde. BICS gère le roaming international, la messagerie et les activités internationales voix des abonnés full MVNO. Des accords ont enrichi la liste des opérateurs de réseaux et de services affiliés à la nouvelle infrastructure du groupe après la signature de trois accords : avec SFR pour la fourniture de trafic mobile en mode dégroupé en France, avec Ericsson pour l’exploitation et la maintenance de son cœur de réseau (contenant les bases de données relatives aux cartes SIM et à la localisation des abonnés) et avec Neo Telecom pour le transit IP.
« À l'issue de la procédure de mise en vente du groupe opérant en France sous l'enseigne Virgin Mobile, les vendeurs, actionnaires du holding de tête Omer Telecom Limited (Omea Telecom), ont retenu l'offre de reprise déposée par Numericable Group, pour un prix correspondant à une valeur d'entreprise de 325 millions d'euros » indique Numericable (groupe SFR) en mai 2014 dans un communiqué.
Omea Telecom exploite dès lors les marques low-cost du groupe, dont Virgin Mobile et RED de SFR. À la suite de l’arrêt de la commercialisation de la licence Virgin Mobile en mai 2016, la Virgin Box n'est plus commercialisée en France et les offres sont regroupées sous la seule marque RED by SFR.
Elle est dissoute le 6 décembre 2017[réf. nécessaire], la marque RED by SFR étant désormais directement commercialisée par SFR.

## Identité visuelle (logo)

Logo de Omea Telecom.
Logo de RED by SFR, la marque commerciale exploitée par Omea Telecom jusqu'en décembre 2017.

## Étymologie
Omer vient de l'expression « Opérateur mobile régional » et Omea de l'expression '« Opérateur mobile alternatif ».